# Loxosoma annelidicola
Loxosoma annelidicola är en bägardjursart som först beskrevs av Van Beneden och Hesse 1863.  Loxosoma annelidicola ingår i släktet Loxosoma och familjen Loxosomatidae. Inga underarter finns listade i Catalogue of Life.